# Formarinsee
Formarinsee je vysokohorské jezero v Lechquellengebirge v rakouské spolkové zemi Vorarlbersko. Nalézá se v nadmořské výšce 1793 m nad mořem. Nad jezerem se tyčí hora Rote Wand 2704 m.
Nedaleko pod jezerem pramení potok Formarinbach, který je jedním ze dvou zdrojnic řeky Lech. Nad jezerem se naléhá horská chata Freiburger Hütte, ze které vede náročné a exponované stoupání na vrchol Rote Wand. Od chaty je možné přejít přes kamenné moře Steiernes Meer a sedlo Gehrengrat ve výši 2438 m k přehradní nádrži Spullersee.